# Сорочкинское сельское поселение
Сорочкинское се́льское поселе́ние — муниципальное образование в Аромашевском районе Тюменской области Российской Федерации.
Административный центр — село Сорочкино.

## История
Статус и границы сельского поселения установлены Законом Тюменской области от 5 ноября 2004 года № 263 «Об установлении границ муниципальных образований Тюменской области и наделении их статусом муниципального района, городского округа и сельского поселения».

## Население
| 2010 | 2011 | 2012 | 2013 | 2014 | 2015 | 2016 |
| ---- | ---- | ---- | ---- | ---- | ---- | ---- |
| 749  | ↘742 | ↘722 | ↘696 | ↘676 | ↘663 | ↘648 |
| 2017 | 2018 | 2019 | 2020 | 2021 | 2023 |      |
| ↘639 | ↘623 | ↘605 | ↘587 | ↗632 | ↘595 |      |

## Состав сельского поселения
| № | Населённый пункт | Тип населённого пункта       | Население |
| - | ---------------- | ---------------------------- | --------- |
| 1 | Иванова          | деревня                      | ↘21       |
| 2 | Новоаптула       | деревня                      | ↘364      |
| 3 | Сорочкино        | село, административный центр | ↘364      |